# تويوتا للخدمات المالية

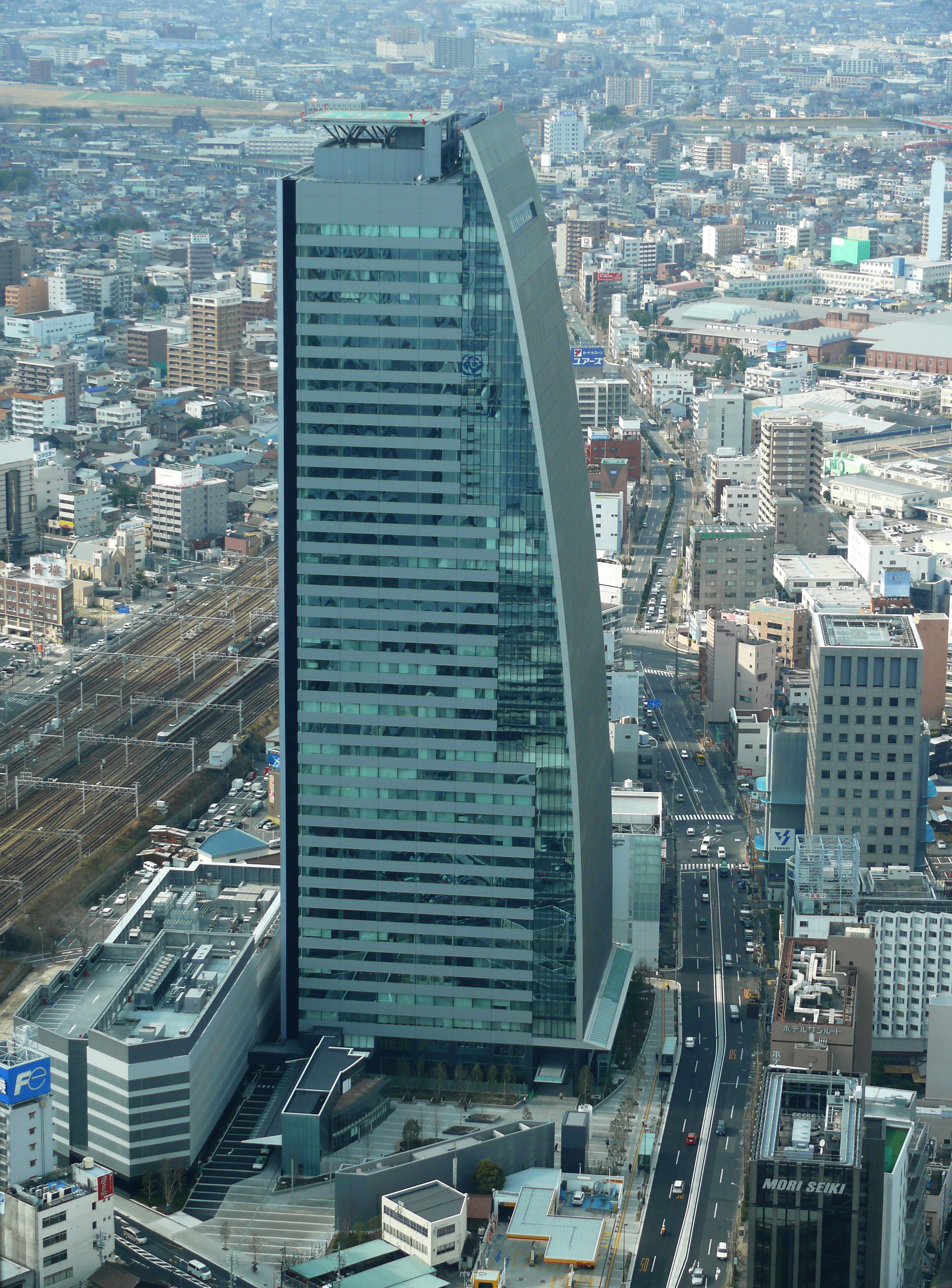

تويوتا للخدمات المالية هي إحدى أقسام شركة تويوتا للسيارات وهي عبارة عن مجموعة من الأعمال تُدار في أكثر من ثلاثين دولة، وهي مملوكة بالكامل لشركة تويوتا للسيارات ومقرها الرئيسي بناجويا باليابان.
بدأت أعمالها بمدينة سيدني بأستراليا كشركة تويوتا أستراليا المالية المحدودة ثم باشرت أعمالها بالولايات المتحدة وكندا وأوروبا وآسيا.

## وصلات خارجية
- شركة تويوتا أستراليا المالية المحدودة
- بوابة خدمة العملاء بالولايات المتحدة